# Yacaré (Entre Ríos)
Yacaré é uma junta de governo da província de Entre Ríos, na Argentina.